# Батвайлер
Батвайлер (нем. Battweiler) — община в Германии, в земле Рейнланд-Пфальц.
Входит в состав района Юго-западный Пфальц. Подчиняется управлению Цвайбрюккен-Ланд. Население составляет 714 человек (на 31 декабря 2010 года). Занимает площадь 5,66 км².